# 1. deild 1963
La 1. deild 1963 fu la 52ª edizione della massima serie del campionato di calcio islandese disputata tra il 23 maggio e il 25 agosto 1963 e conclusa con la vittoria del KR, al suo diciottesimo titolo.
Capocannoniere del torneo fu Skuli Hakonarsson (ÍA) con 9 reti.

## Formula
Come nella stagione precedente le squadre partecipanti furono sei e si incontrarono in un turno di andata e ritorno per un totale di dieci partite.
La squadra vincitrice si qualificò alla Coppa dei Campioni 1964-1965 mentre l'ultima classificata retrocedette in 2. deild karla.

## Squadre partecipanti
| Club     | Città     | Stadio | Posizione 1962     |
| -------- | --------- | ------ | ------------------ |
| Fram     | Reykjavík |        | Campione d'Islanda |
| KR       | Reykjavík |        | 4°                 |
| Valur    | Reykjavík |        | 2°                 |
| ÍA       | Akranes   |        | 3°                 |
| ÍBA      | Akranes   |        | 5°                 |
| Keflavík | Keflavík  |        | 2. deild           |

## Classifica finale
|                    | Pos. | Squadra  | Pt | G  | V | N | P | GF | GS | DR  |
| ------------------ | ---- | -------- | -- | -- | - | - | - | -- | -- | --- |
| Islanda (bandiera) | 1.   | KR       | 15 | 10 | 7 | 1 | 2 | 27 | 16 | +11 |
|                    | 2.   | ÍA       | 13 | 10 | 6 | 1 | 3 | 25 | 17 | +8  |
|                    | 3.   | Valur    | 10 | 10 | 4 | 2 | 4 | 20 | 20 | +0  |
|                    | 4.   | Fram     | 9  | 10 | 4 | 1 | 5 | 11 | 20 | -9  |
|                    | 5.   | Keflavík | 7  | 10 | 3 | 1 | 6 | 15 | 19 | -4  |
|                    | 6.   | ÍBA      | 6  | 10 | 2 | 2 | 7 | 16 | 22 | -6  |

Legenda:
      Campione di Islanda
      Retrocessa in 2. deild karla
Note:
Due punti a vittoria, uno a pareggio, zero a sconfitta.

### Verdetti
- KR Campione d'Islanda 1963 e qualificato alla Coppa dei Campioni
- ÍBA retrocesso in 2. deild karla.